# На глубине 6 футов
«На глубине 6 футов» (англ. 6 Below: Miracle on the Mountain) — драматический фильм 2017 года. Фильм рассказывает реальную историю Эрика Лемарка, который заблудился в снежных горах Сьерра-Невада и выживал там в течение 8 дней.

## Сюжет
После окончания блестящей спортивной карьеры хоккеист Эрик Лемарк уже не может жить без адреналина. Теперь он находит драйв в наркотиках и сноуборде. Когда лыжный патруль в горах Маммос (Калифорния) закрывает все трассы из-за надвигающейся снежной бури, Лемарк решает сделать последний спуск и в итоге оказывается в ловушке, заблудившись в горах.

## В ролях
| Актёр          | Роль           |
| -------------- | -------------- |
| Джош Хартнетт  | Эрик Лемарк    |
| Мира Сорвино   | Сюзанна Лемарк |
| Сара Дюмон     | Сара           |
| Джейсон Коттл  | Дэвид Лемарк   |
| Нейтан Стивенс | Сет            |

## Создание
Съёмки фильма начались в марте 2016 года в Юте, США.
В феврале 2017 года Momentum Pictures приобрела права на распространение фильма, а затем выпустила его 13 октября 2017 года.

## Критика
Фильм получил преимущественно негативные отзывы. На сайте Rotten Tomatoes фильм получил рейтинг одобрения 22 % на основе 18 рецензий от критиков (средняя оценка 4,4/10), Metacritic — 40/100 (5 отзывов критиков).